# Bahnstrecke Syców–Bukowa Śląska
| Streckennummer: | 317                  |                                                        |                                                        |
| Streckenlänge: | 29,850 km            |                                                        |                                                        |
| Spurweite: | 1435 mm (Normalspur) |                                                        |                                                        |
| |                      |                                                        |                                                        |
| \| \| \| von Oleśnica (Oels) \| \| \| \| \| ehem. geplante Strecke von Międzybórz (Neumittelwalde) \| \| \| \| 0,000 \| Syców (Groß Wartenberg)[1] \| Syców (Groß Wartenberg)[1] \| \| \| \| nach Kępno (Kempen) \| \| \| \| 2,634 \| Ślizów (Schleisa) \| Ślizów (Schleisa) \| \| \| 7,322 \| Dziadowa Kłoda (Kunzendorf) \| Dziadowa Kłoda (Kunzendorf) \| \| \| 10,666 \| Radzowice (Reesewitz) \| Radzowice (Reesewitz) \| \| \| 13,838 \| Gołębice (Galbitz) \| Gołębice (Galbitz) \| \| \| \| Grenze Woiwodschaften Niederschlesien und Oppeln \| \| \| \| 17,740 \| Pawłowice Namysłowskie (Paulsdorf (Kr. Namslau)) \| Pawłowice Namysłowskie (Paulsdorf (Kr. Namslau)) \| \| \| 21,510 \| Smogorzów (Schmograu) \| Smogorzów (Schmograu) \| \| \| 25,467 \| Głuszyna (Glausche) \| Głuszyna (Glausche) \| \| \| \| von Kępno (Kempen) \| \| \| \| 29,850 \| Bukowa Śląska (Buchelsdorf (Kr. Namslau)) \| Bukowa Śląska (Buchelsdorf (Kr. Namslau)) \| \| \| \| nach Namysłów (Namslau) \| \| |                      |                                                        |                                                        |
| Strecke (außer Betrieb) |                      | von Oleśnica (Oels)                                    | von Oleśnica (Oels)                                    |
| Abzweig geradeaus und von links (Strecke außer Betrieb) |                      | ehem. geplante Strecke von Międzybórz (Neumittelwalde) | ehem. geplante Strecke von Międzybórz (Neumittelwalde) |
| Bahnhof (Strecke außer Betrieb) | 0,000                | Syców (Groß Wartenberg)                                | Syców (Groß Wartenberg)                                |
| Abzweig geradeaus und nach links (Strecke außer Betrieb) |                      | nach Kępno (Kempen)                                    | nach Kępno (Kempen)                                    |
| Haltepunkt / Haltestelle (Strecke außer Betrieb) | 2,634                | Ślizów (Schleisa)                                      | Ślizów (Schleisa)                                      |
| Bahnhof (Strecke außer Betrieb) | 7,322                | Dziadowa Kłoda (Kunzendorf)                            | Dziadowa Kłoda (Kunzendorf)                            |
| Bahnhof (Strecke außer Betrieb) | 10,666               | Radzowice (Reesewitz)                                  | Radzowice (Reesewitz)                                  |
| Bahnhof (Strecke außer Betrieb) | 13,838               | Gołębice (Galbitz)                                     | Gołębice (Galbitz)                                     |
| Grenze (Strecke außer Betrieb) |                      | Grenze Woiwodschaften Niederschlesien und Oppeln       | Grenze Woiwodschaften Niederschlesien und Oppeln       |
| Bahnhof (Strecke außer Betrieb) | 17,740               | Pawłowice Namysłowskie (Paulsdorf (Kr. Namslau))       | Pawłowice Namysłowskie (Paulsdorf (Kr. Namslau))       |
| Bahnhof (Strecke außer Betrieb) | 21,510               | Smogorzów (Schmograu)                                  | Smogorzów (Schmograu)                                  |
| Bahnhof (Strecke außer Betrieb) | 25,467               | Głuszyna (Glausche)                                    | Głuszyna (Glausche)                                    |
| Abzweig geradeaus und von links (Strecke außer Betrieb) |                      | von Kępno (Kempen)                                     | von Kępno (Kempen)                                     |
| Bahnhof (Strecke außer Betrieb) | 29,850               | Bukowa Śląska (Buchelsdorf (Kr. Namslau))              | Bukowa Śląska (Buchelsdorf (Kr. Namslau))              |
| Strecke (außer Betrieb) |                      | nach Namysłów (Namslau)                                | nach Namysłów (Namslau)                                |

Die Bahnstrecke Syców–Bukowa Śląska (Groß Wartenberg–Buchelsdorf) war eine Eisenbahnstrecke in den polnischen Woiwodschaften Niederschlesien und Oppeln.

## Geschichte
Als erster Teil der Nebenstrecke wurde am 25. Oktober 1937 von der Deutschen Reichsbahn der Abschnitt von Buchelsdorf, wo das nach dem Friedensvertrag von Versailles bei Deutschland verbliebene Reststück der Strecke Namslau–Kempen endete, nach Paulsdorf eröffnet. Am 1. März 1939 folgte die Fortsetzung nach Galbitz, am 15. September 1941 das Reststück bis Groß Wartenberg.
Die Strecke wurde nach dem Zweiten Weltkrieg polnisch, zum 1. März 1988 wurde der Personenverkehr, wenig später der Güterverkehr von den Polnischen Staatseisenbahnen eingestellt.